# Calamagrostis avenoides
Calamagrostis avenoides är en gräsart som först beskrevs av Joseph Dalton Hooker, och fick sitt nu gällande namn av Leonard C. Cockayne. Calamagrostis avenoides ingår i släktet rör, och familjen gräs. Inga underarter finns listade i Catalogue of Life.